# ВЕС Мервінд
ВЕС Мервінд (нім. Offshore-Windpark Meerwind) — німецька офшорна вітроелектростанція, введена в експлуатацію у 2015 році. Місце для розміщення ВЕС обрали в Північному морі за 23 км на північ від острова Гельголанд.
Будівництво власне ВЕС розпочалось у 2013 році зі спорудження фундаментів. Судно Seajacks Zaratan забивало на 26 метрів під морське дно монопалі діаметром 5,5 метра, довжиною до 60 метрів та вагою до 670 тон. Більшість перехідних елементів, до яких безпосередньо кріпляться башти вітроагрегатів, змонтувало на монопалі судно Seajacks Leviathan. В певний момент погані погодні умови змусили залучити до встановлення перехідних елементів плавучий кран Oleg Strashnov.
Монтаж вітрових агрегатів провадило згадане першим судно Seajacks Zaratan, яке завантажувало в данському Есб'єргу одразу п'ять комплектів.
Основною роботою плавучого крана Oleg Strashnov на ВЕС Meerwind було встановлення ґратчастої опорної основи («джекету») та надбудови з обладнанням («топсайду») офшорної трансформаторної станції. При цьому «топсайд» мав вагу 3300 тон.
Для видачі продукції проклали два кабелі довжиною по 15 км до офшорної платформи HelWin alpha, яка перетворює змінний струм у прямий для подальшої подачі на берег за допомогою технології HVDC (лінії постійного струму високої напруги).
Станція складається із 80 вітрових турбін Siemens типу SWT-3.6-120 з одиничною потужністю 3,6 МВт та діаметром ротора 120 метрів. Їх змонтували на баштах висотою 85 метрів в районі з глибинами моря від 22 до 26 метрів.
Проект вартістю 1,2 млрд євро реалізували через спільне підприємство WindMW компанії Blackstone та Windland Energieerzeugungs.